# Собянин, Евгений Константинович
Евгений Константинович Собянин (20 декабря 1896, с.  Мартина, Пермская губерния, Российская империя — 18 июня 1963, Москва, СССР) — советский военачальник, генерал-майор (02.11.1944).

## Биография
Родился 20 декабря 1896 года в селе Мартина, ныне несуществующее село располагавшееся на территории нынешнего Вайского сельского поселения Красновишерского района, Пермского края. Русский. До службы в армии  работал пильщиком, грузчиком и коногоном на лесозаготовке у частных лесопромышленников в Сыпучинской волости Пермской губернии.

### Военная служба

#### Первая мировая война и революция
В августе 1915 года призван на военную службу и зачислен в 163-й отдельный запасной полк в городе Челябинск. В ноябре направлен на Юго-Западный фронт, где воевал в составе 72-го пехотного полка. После ранения в январе 1916 года переведен в химическую команду при штабе 7-й армии, затем в апреле зачислен юнкером в Одесское военное училище. По окончании его ускоренного курса в августе вновь направлен на Юго-Западный фронт, где служил в Управлении инспектора артиллерии 41-го корпуса в должности для поручений. В декабре 1917 года демобилизован в чине подпоручика. Член РСДРП(б) с 1917 года. По прибытии на родину  Собянин направлен Чердынским уездным комитетом РСДРП(б) в Сыпучинскую волость для организации советской власти и Красной гвардии. В начале января 1918 года он организовал ревком и красногвардейский отряд, затем работал председателем ревкома и начальником этого отряда.

#### Гражданская война
В  августе 1918 года перешел из отряда в Красную армию и был назначен в 82-й стрелковый полк. В его составе военкомом батальона и командиром батальона воевал на Северном фронте. С января 1919 года исполнял должность помощника начальника штаба 2-й бригады 18-й стрелковой дивизии на шенкурском направлении. В сентябре переведен на Печерский боевой участок адъютантом 133-го отдельного стрелкового батальона. В его составе воевал в районе Троицко-Печорск, Чердынь, Ныроб. С августа 1920 года командовал 190-м отдельным стрелковым батальоном ВОХР, участвовал с ним в борьбе с бандитизмом в Пермской губернии. С января 1921 года был помощником командира 212-го стрелкового полка. За время Гражданской войны был два раза ранен и контужен.

#### Межвоенные годы
С марта по июль 1921 года Собянин проходил обучение на повторных курсах старшего комсостава РККА в Москве, затем был назначен помощником командира 510-го стрелкового полка 57-й стрелковой дивизии в городе Пермь. С декабря исполнял должность помощника начальника штаба дивизии. С октября 1922 года командовал 4-м Вологодским батальоном ЧОН, с октября 1923 года был помощником уездного военкома Валдайского уездного военкомата. В начале 1924 года переведен на Украину помощником начальника штаба ЧОН Подольской губернии. В августе назначен в 96-ю стрелковую дивизию УВО, где проходил службу начальником штаба 287-го стрелкового полка, а с февраля 1925 года — начальником штаба и врид командира 288-го стрелкового полка.
С 22 октября 1927 года по 19 сентября 1928 года — слушатель курсов «Выстрел», затем был назначен начальником штаба 44-го стрелкового полка 15-й Сивашской стрелковой дивизии в городе Николаев. В декабре 1928 года переведен на должность белоцерковского окружного военкома. В марте 1931 года назначен в 80-ю стрелковую дивизию им. Донбасса, где исполнял должности заместителя начальника штаба и врид начальника штаба дивизии. С мая 1932 года был командиром и военкомом 239-го стрелкового полка этой дивизии. В январе 1937 года полковник  Собянин переведен в штаб ХВО начальником 2-го отдела, с июня по сентябрь 1937 года — врид начальника штаба округа. 15 мая 1938 года приказом НКО уволен из РККА по ст. 44, п. «в » и находился под следствием органов НКВД. 11 марта 1940 года освобожден из-под ареста ввиду прекращения дела. 30 марта 1940 года восстановлен в кадрах РККА и в мае назначен преподавателем тактики курсов «Выстрел».

#### Великая Отечественная война
С началом войны в той же должности. С марта 1942 года полковник  Собянин исполнял должность начальника Горьковского отделения курсов «Выстрел». В июле 1943 года отстранен от должности и зачислен в распоряжение ГУК НКО, а с 14 августа допущен к исполнению должности заместителя начальника штаба по ВПУ 51-й армии Южного фронта. Участвовал с ней в наступательных операциях на дебальцевском, запорожском и мелитопольском направлениях. С 20 октября армия вела боевые действия на 4-м Украинском фронте, в начале ноября она частью сил форсировала Сиваш и овладела плацдармом на его южном берегу. Весной 1944 года ее войска успешно действовали в Крымской наступательной операции.
С 20 июня 1944 года Собянин — врид командира 91-й стрелковой Мелитопольской Краснознаменной дивизии, находившейся после Крымской операции в резерве Ставки. В июле дивизия вместе с армией была передислоцирована на 1-й Прибалтийский фронт и в его составе приняла участие в Белорусской, Шяуляйской и Мемельской наступательных операциях. С февраля 1945 года и до конца войны она находилась в обороне во втором эшелоне армии, участвовала в блокировании курляндской группировки противника.
За время войны комдив Собянин был два  раза персонально упомянут в благодарственных в приказах Верховного Главнокомандующего.

#### Послевоенное время
После войны генерал-майор  Собянин продолжал командовать этой дивизией (с сентября 1945 года — в составе УрВО). В июне 1946 года дивизия была переформирована в 14-ю отдельную стрелковую Мелитопольскую Краснознаменную бригаду, а генерал-майор  Собянин утвержден ее командиром. С апреля 1947 года он исполнял должность заместителя командира 10-го стрелкового корпуса УрВО в городе Молотов. В июне 1949 года переведен помощником начальника по строевой части Военно-политической академии им. В. И. Ленина. 31 января 1952 года генерал-майор  Собянин уволен в отставку.

## Награды
- орден Ленина (21.02.1945)[7][8]
- четыре ордена Красного Знамени (12.05.1944[9], 26.09.1944[10], 03.11.1944[8][11], 24.06.1948[8])
- орден Отечественной войны I степени (30.09.1943)[12]
  - медали в том числе:
  - «XX лет Рабоче-Крестьянской Красной Армии» (1938)[9]
  - «За победу над Германией в Великой Отечественной войне 1941—1945 гг.» (1945)

Приказы (благодарности) Верховного Главнокомандующего в которых отмечен Е. К. Собянин.
- За овладение городом Елгава (Митава) — основным узлом коммуникаций, связывающим Прибалтику с Восточной Пруссией. 31 июля 1944 года № 159
- За овладение важными опорными пунктами обороны немцев Тельшяй, Плунгяны, Мажейкяй, Тришкяй, Тиркшляй, Седа, Ворни, Кельмы (северо-западнее и юго-западнее города Шяуляй) 8 октября 1944 года № 193